# Neulise
Neulise ist eine französische Gemeinde mit 1.356 Einwohnern (Stand: 1. Januar 2022) im Département Loire in der Region Auvergne-Rhône-Alpes. Sie gehört zum Arrondissement Roanne und zum Kanton Le Coteau.

## Geographie
Die Gemeinde Neulise liegt etwa 15 Kilometer südsüdöstlich von Roanne. Umgeben wird Neulise von den Nachbargemeinden Neaux im Norden, Saint-Symphorien-de-Lay im Nordosten, Croizet-sur-Gand und Saint-Just-la-Pendue im Osten, Saint-Marcel-de-Félines im Südosten und Süden, Pinay im Südwesten, Saint-Jodard im Südwesten und Westen, Saint-Priest-la-Roche im Westen sowie Vendranges im Westen und Nordwesten. Durch die Gemeinde führt die Route nationale 82. Der Bahnhof liegt an der Bahnstrecke Roanne–Andrézieux.

## Bevölkerungsentwicklung
| Jahr                       | 1962 | 1968 | 1975 | 1982 | 1990 | 1999 | 2006 | 2012 | 2022 |
| -------------------------- | ---- | ---- | ---- | ---- | ---- | ---- | ---- | ---- | ---- |
| Einwohner                  | 1262 | 1241 | 1154 | 1202 | 1153 | 1146 | 1249 | 1282 | 1356 |
| Quellen: Cassini und INSEE |      |      |      |      |      |      |      |      |      |

## Sehenswürdigkeiten
- Kirche Saint-Jean-Baptiste, 1862 bis 1865 erbaut

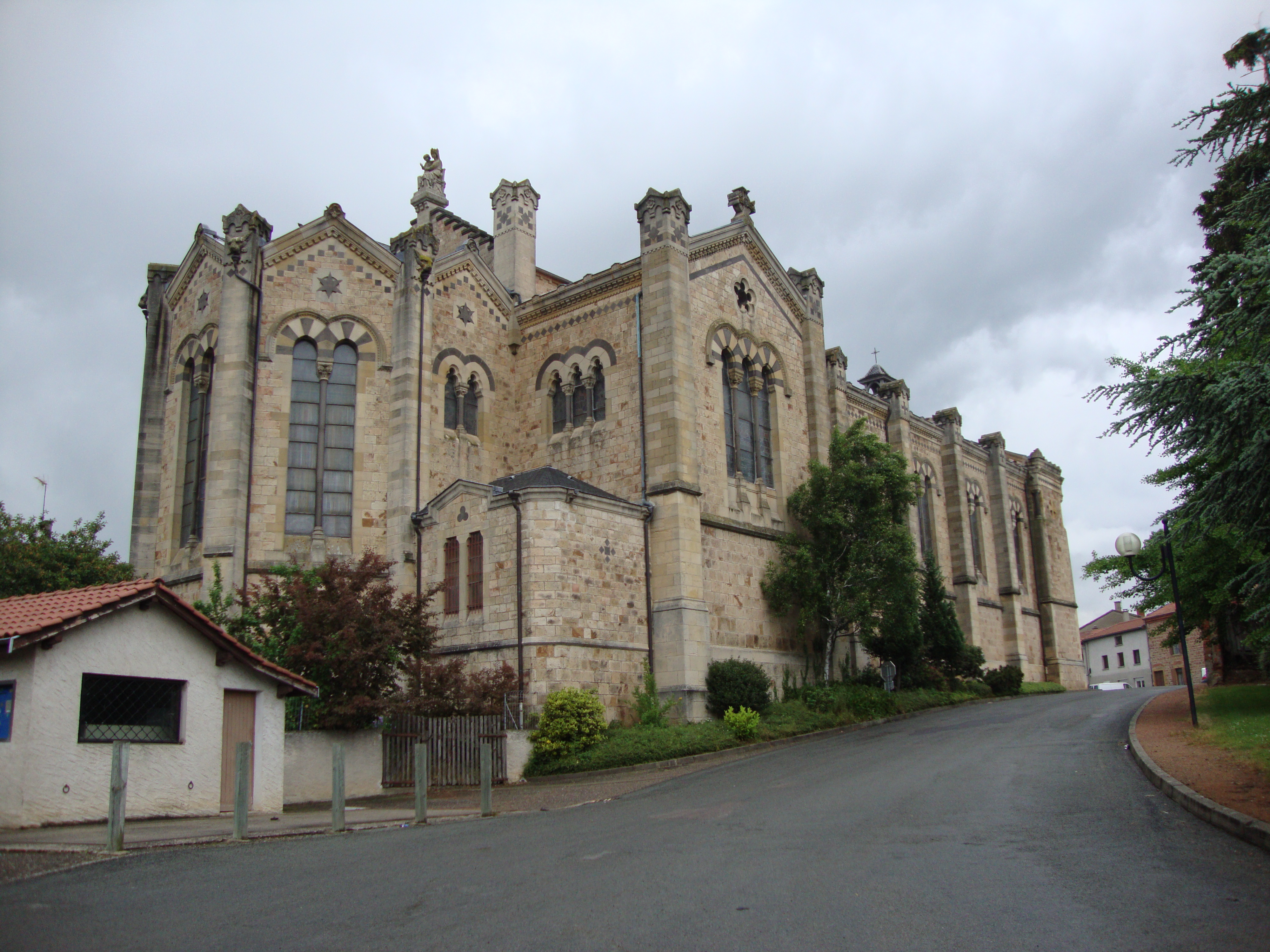
Kirche Saint-Jean-Baptiste
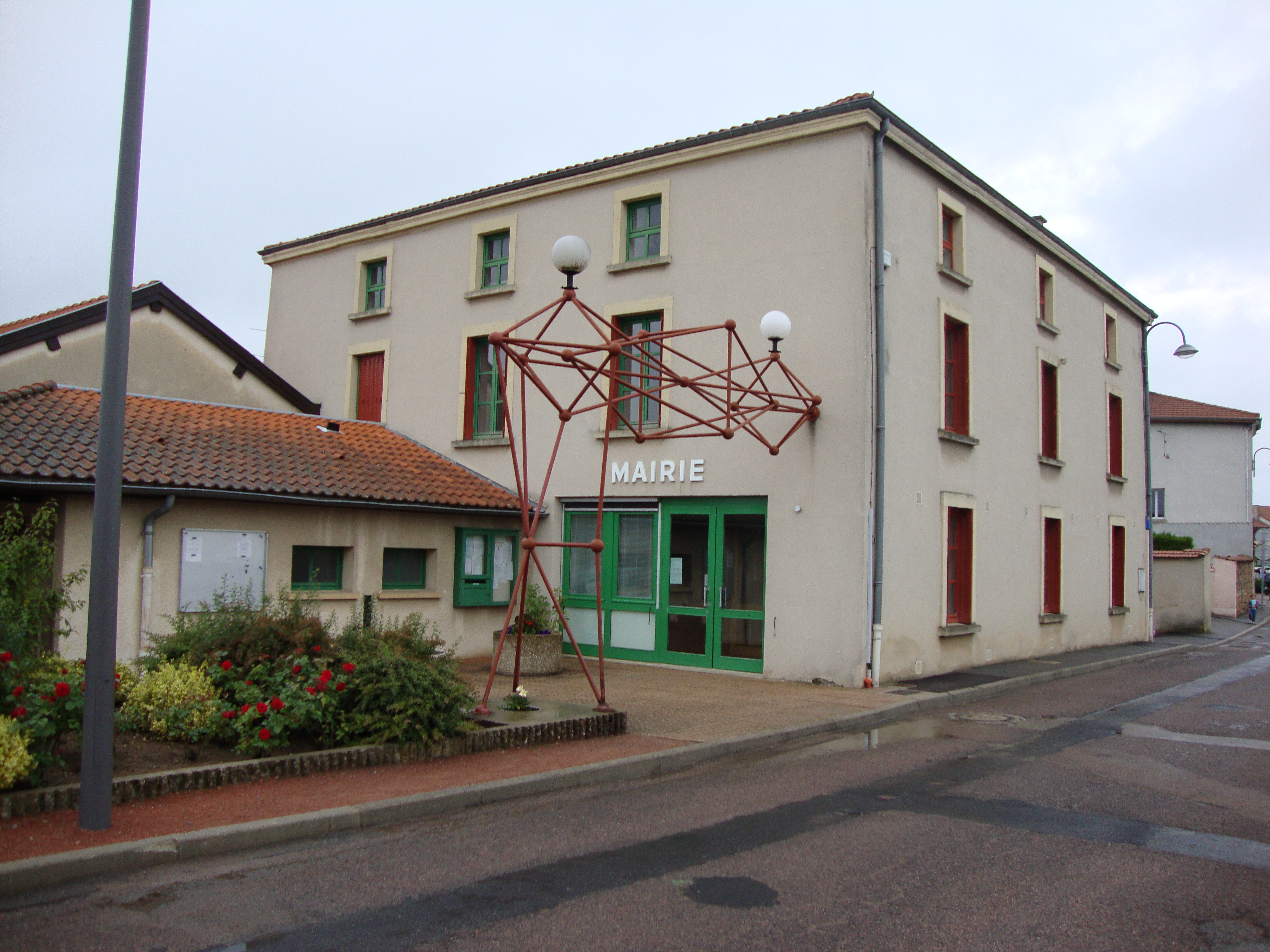
Mairie Neulise
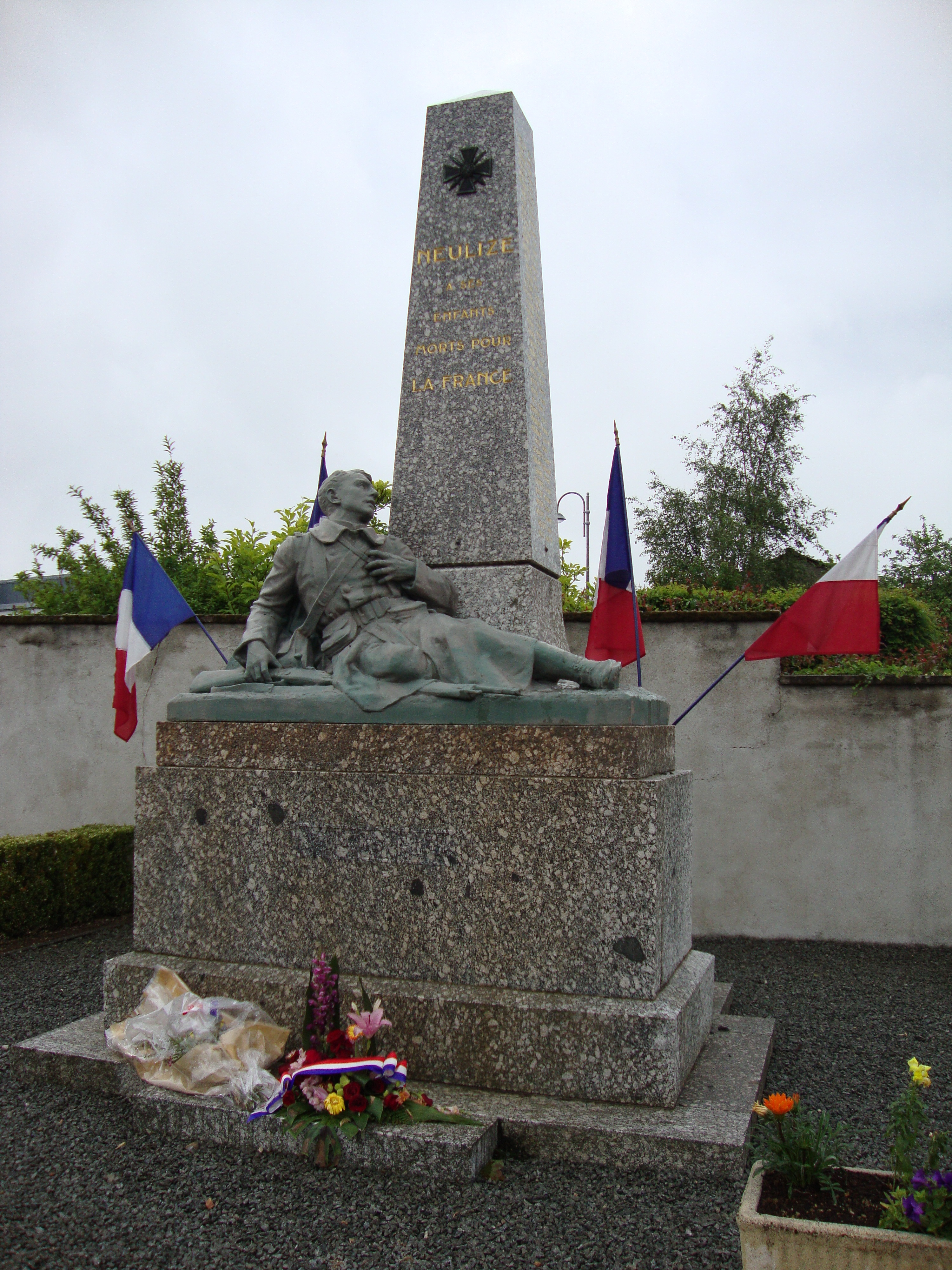
Gefallenendenkmal